# Poprády Géza
Poprády Géza (Tök, 1940. március 19. – ) könyvtáros, az Országos Széchényi Könyvtár vezetője 1993-tól 1999-ig.

## Életútja
Felsőfokú tanulmányait az Eötvös Loránd Tudományegyetem Bölcsészettudományi Karának magyar–könyvtár szakán végezte 1958 és 1963 között.
1963–1964-ben az Építésügyi Tájékoztatási Központ könyvtárhálózati előadója, 1964 és 1983 között a Szilikátipari Központi Kutató és Tervező Intézet (SZIKKTI) műszaki könyvtárosa, dokumentációs és reprográfiai osztályvezetője volt. 1984-től az Országos Széchényi Könyvtár főosztályvezető-helyetteseként, később állományvédelmi főosztályvezetőjeként dolgozott. Részt vett az OSZK átköltöztetésében a Budavári Palotába, illetve az ottani kötészet és mikrofilmtár tevékenységének megszervezésében. 1990-ben megbízott főigazgató-helyettessé, 1993-ban megbízott főigazgatóvá nevezték ki. 1994 és 1999 között betöltötte az intézmény főigazgatói posztját. 2000-től 2002-ig az Állományvédelmi Állandó Bizottság elnökeként tevékenykedett. 2002-ben nyugalomba vonult.
1979 és 1986 között a Magyar Könyvtárosok Egyesülete műszaki könyvtárosokat tömörítő szekciójának elnöke volt. 1987-ben az egyesület főtitkárává, 1990-ben alelnökévé választották. Utóbbi posztját 1998-ig töltötte be. 1992 és 2007 között tagja volt a Könyv, Könyvtár, Könyvtáros szerkesztőbizottságának.

## Díjai, kitüntetései
- Szabó Ervin-emlékérem (1989)
- A Magyar Könyvtárosok Egyesületéért Emlékérem (1991)
- A Magyar Érdemrend lovagkeresztje (2014)
- A Magyar Érdemrend tisztikeresztje (2019)

## Főbb művei
- A szakkatalógus szerkesztése (H. n., 1981)
- Az építésügyi vállalatok szakmai tájékoztatási szervezetének működési modelljei (Budapest, 1984)
- A vállalati információellátás modelljei (Budapest, 1985)